# 118
| [ Edytuj tabelę ] |                                            |
| Cesarz Chin       | - 106 Han Andi 125                         |
| Władca Korei      | - 53 T’aejodae 146                         |
| Papież            | - 116 Sykstus I 125                        |
| Król Partów       | - 105 Wologazes III 147 - 109 Osroes I 129 |
| Cesarz Rzymu      | - 117 Hadrian 138                          |

Rok 118 / CXVIII
stulecia: I wiek ~
II wiek ~
III wiek

lata: 108 «
113 «
114 «
115 «
116 «
117 «
118
» 119
» 120
» 121
» 122
» 123
» 128

## Wydarzenia
- Europa
  - odbudowa rzymskiego Panteonu
  - spisek czterech konsularów przeciw Hadrianowi

## Zmarli
- ok. 118 – Teopista Rzymska, święta kościoła prawosławnego